# Волчок Олександр Сергійович
Олександр Сергійович Волчок (16 серпня 1935 — 2013) — радянський український шахіст, майстер спорту СРСР (1966), гросмейстер ІКЧФ (1993)

## Біографія
Олександр Волчок проживав у Миколаєві.

Брав участь у чотирьох чемпіонатах України (найкращий результат — розподіл 11—13 місць у 1961 році).

Срібний призер 16-го чемпіонату СРСР за листуванням (1983—1986).

Бронзовий призер 14-го чемпіонату Європи за листування (1975—1981) Учасник фінального турніру чемпіонату світу за листування (1999-2004).

Автор багатьох книг на шахову тематику.

## Турнірні результати

### Результати виступів у чемпіонатах України
Олександр Волчок зіграв у чотирьох фінальних турнірах чемпіонатів України, набравши загалом 26 очок з 66 можливих (+13-27=26).
| Рік  | Місто | Турнір                 | + | −  | = | Результат | Місце |
| ---- | ----- | ---------------------- | - | -- | - | --------- | ----- |
| 1959 | Київ  | 28-й чемпіонат України | 5 | 12 | 4 | 7 з 21    | 19—20 |
| 1960 | Київ  | 29-й чемпіонат України | 2 | 7  | 8 | 6 з 17    | 16    |
| 1961 | Київ  | 30-й чемпіонат України | 4 | 6  | 5 | 6½ з 15   | 11—13 |
| 1967 | Київ  | 36-й чемпіонат України | 2 | 2  | 9 | 6½ з 13   | 24—37 |

### Інші турніри
| Рік  | Місто | Турнір                  | + | − | =  | Результат | Місце |
| ---- | ----- | ----------------------- | - | - | -- | --------- | ----- |
| 1960 | Київ  | Першість ДСТ «Авангард» | 3 | 4 | 7  | 6½з 14    | 10—12 |
| 1962 | Київ  | Першість ДСТ «Авангард» | 4 | 8 | 3  | 5½ з 15   | 13    |
| 1967 | Київ  | Першість ДСТ «Авангард» | 1 | 4 | 10 | 6 з 15    | 12—13 |
| 1969 |       | Першість ДСТ «Авангард» | 3 | 2 | 8  | 7 з 13    | 5—6   |
| 1970 |       | Першість ДСТ «Авангард» |   |   |    | 5½ з 15   | 15    |